# Родословно дърво на Марк Випсаний Агрипа
Родословно дърво на Марк Випсаний Агрипа (на латински: Marcus Vipsanius Agrippa, * 64 пр.н.е. или 63 пр.н.е., † 12 пр.н.е.)
- Първа съпруга Помпония Цецилия Атика,

Випсания Агрипина, първа съпруга на император Тиберий
Друз Младши
- Втора съпруга Клавдия Марцела Старша

Випсания Марцела (27 пр.н.е.-2 г.), съпруга на Публий Квинтилий Вар
- Трета съпруга Юлия Старша (дъщеря на Август)

Калигула
Агрипина Млада
1. Випсания Агрипина (36 пр.н.е.-20 г.), има 8 деца
A. Друз Юлий Цезар (13 пр.н.е.-23 г.)
I. Юлия (5-43), съпруга на Гай Рубелий Бланд
a. Гай Рубелий Плавт (33-62)
b. Рубелия Баса (* 33/38), съпруга на Октавий Ленат
i. Октавий Ленат
i. Сергий Октавий Ленат Понтиан
c. Гай Рубелий Бланд
d. Рубелий Друз
II. Тиберий Юлий Цезар Нерон Гемел (19-37/38)
III. Тиберий Клавдий Цезар Германик II Гемел (19-23), умира млад
B. Гай Азиний Полион
I. Азиния Полионис filia
II. Гай Азиний Плацентин (* 25 г.)
a. Луций Азиний Полион Верукоз, (45/50–81)
III. Марк Азиний Полион (* 30 г.)
a. Марк Азиний Атрацин, (55–89)
C. Марк Азиний Агрипа
I. Марк Азиний Марцел
a. Марк Азиний Марцел
D. Гней Азиний Салонин (+ 22 г.)
E. Сервий Азиний Целер
a. Азиния Агрипина
F. Луций Азиний Гал
G. Гней Азиний
H. Азиния
a. Помпония Грецина
i. Авъл Плавций
2. Випсания Марцела (* 27 пр.н.е.)
A. един син 
3. Гай Цезар
4. Юлия Младша (* 19 пр.н.е. – 28 г.)
A. Емилия Лепида ((4/3 пр.н.е.- 53 г.)
I. Марк Юний Силан (14-54)
a. Луций Юний Силан Торкват Младши (40-65)
II. Юния Калвина (15–79)
III. Децим Юний Силан Торкват († 64 г.)
IV. Луций Юний Силан Торкват Старши (+ 49 г.)
V. Юния Лепида (18–65)
a. Касия Лонгина (35– ?)
i. Домиция Корбула
i. непознат син
ii. Домиция Лонгина (53–130), съпруга на Домициан
b. Касий Лепид (* 55)
i. Касия Лепида (* 80)
i. Юлия Касия Александрия
i. Гай Авидий Касий (130–175)
i. Авидий Хелиодор
ii. Авидий Мециан
iii. Авидия Александрия
iv. Волузия Лаодика (* 165)
i. Тинея (* 195)
i. Луций Клодий Тиней Пупиен Бас (220–250)
i. Марк Тиней Овиний Каст Пулхер (* 240)
B. Марк Емилий Лепид (6–39)
5. Луций Цезар (17 пр.н.е.– 2 г.)
6. Агрипина Стара (14 пр.н.е.– 33 г.) има 6 деца
A. Нерон Цезар (6-31)
B. Друз Цезар (7-33)
C. Калигула (12-41)
I. Юлия Друзила (39-41)
D. Агрипина Младша (15-59)
I. Нерон (37-68)
a. Клавдия Августа (63-63)
E. Юлия Друзила (16-38)
F. Юлия Ливила (18-42)
7. Агрипа Постум (12 пр.н.е. – 14 г.)